# モダン・エレクトリックス
『モダン・エレクトリックス』（Modern Electrics）は、かつてアメリカ合衆国で発行されていた、アマチュア無線の実験家向けの技術雑誌である。1908年4月にヒューゴー・ガーンズバックによって創刊され、1914年まで刊行された。

## 概要
ヒューゴー・ガーンズバックが刊行した最初の技術雑誌である。当初は、ガーンズバックが経営するエレクトロ・インポーティング社が扱う無線部品の情報の提供や、アマチュア無線の普及を目的とした雑誌であったが、後に技術を主題とした小説も掲載されるようになった。1911年4月号の「埋め草」としてガーンズバックが執筆した小説が好評となって1年（12回）に渡る連載となり、後にSF小説『ラルフ124C41+』として出版された。
発行部数は2,000部から急激に増加し、1911年には52,000部まで増加した。1908年、同誌は無線機の所有者とそのコールレター、所有している機器の種類や運用方法などを一覧にした"wireless registry"（無線台帳）を発表した。
この雑誌は1913年に売却され、1913年末で休刊した。その後、『エレクトリシャン・アンド・メカニック』 (Electrician and Mechanic) と合併して『モダン・エレクトリックス・アンド・メカニクス』  (Modern Electrics and Mechanics) になった。
ガーンズバックは『モダン・エレクトリックス』で得た経験から、1913年に『エレクトリカル・エクスペリメンター』 (Electrical Experimenter) を、1926年にSFに特化したパルプマガジンである『アメージング・ストーリーズ』を刊行した。